# 팔레오히누스

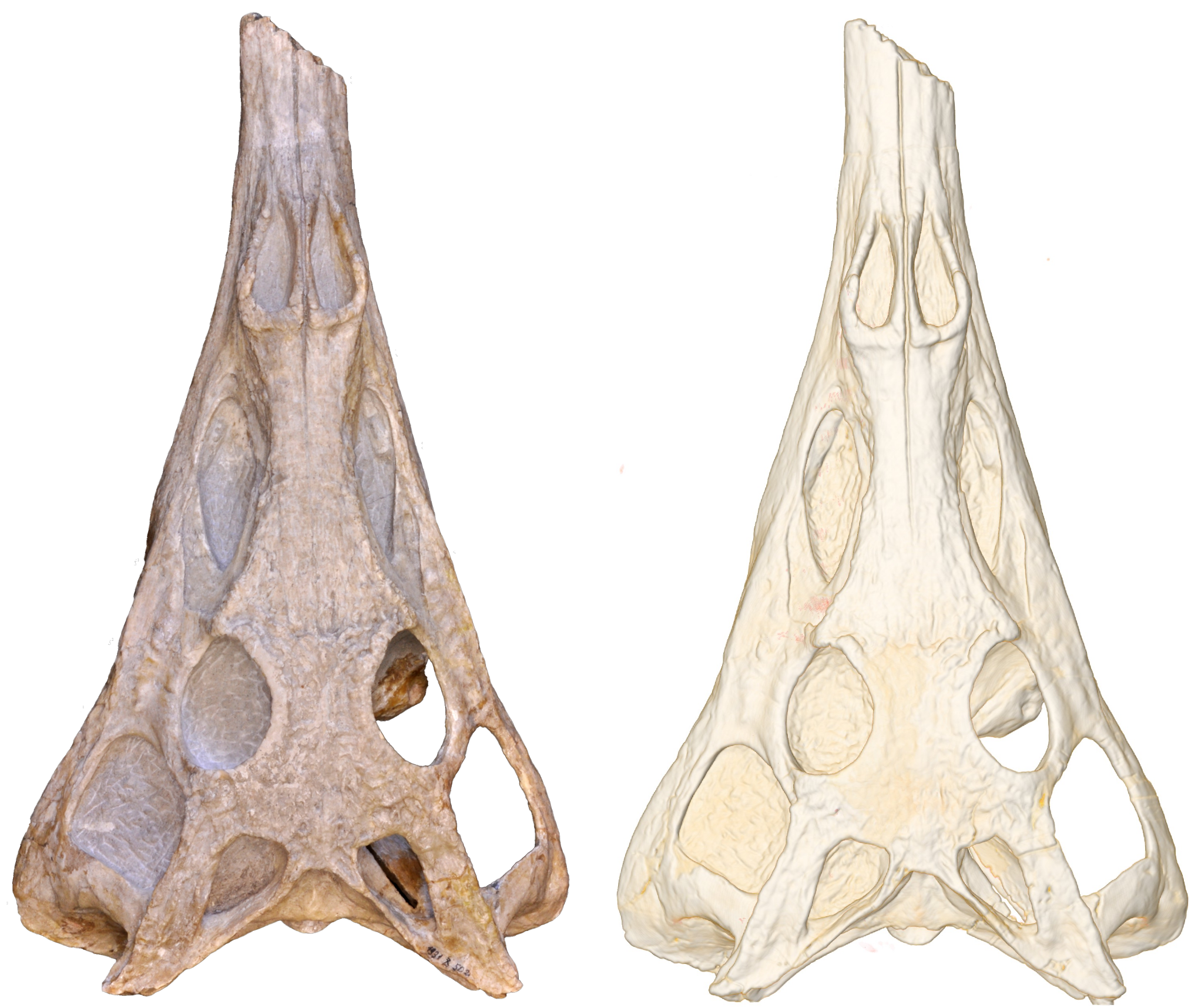

팔레오히누스(학명:Paleorhinus bransoni)는 악어목 피토사우루스과에 속하는 악어이다. 지금은 멸종된 악어로 몸길이가 2.5m인 악어에 속한다.

## 특징
팔레오히누스는 두개골이 길고 부분 두개골에서 독점적으로 알려진 종 중에 하나이다. 여러 두개골과 부분 관절 후에 골격을 가진 것이 특징이며 수많은 고립된 할당의 뼈를 가진 것이 특징이다. 이것은 매우 단편적인 특성을 가진 것으로 발은 수영을 더 쉽게 할 수가 있도록 발갈퀴가 달린 것이 특징이다. 또한 몸의 등쪽은 두꺼운 갑피를 가진 것이 특징이며 양턱에는 송곳 모양의 날카로운 이빨들을 가진 것이 특징이다. 먹이로는 당대에 서식했던 물고기, 갑각류와 같은 육식성의 먹이와 양치식물과 같은 초식성의 먹이도 같이 먹는 잡식성의 악어로 추정되는 종이다.

## 생존시기와 서식지와 화석의 발견
팔레오히누스가 생존했던 시기는 중생대의 트라이아스기 후기로 지금으로부터 2억년전~1억 8천만년전에 생존했던 종이다. 생존했던 시기에는 유럽과 북아메리카를 중심으로 하는 강과 호수에서 서식했을 것으로 추정되는 종이다. 화석의 발견은 1904년에 유럽의 트라이아스기에 형성된 지층에서 최초로 발견이 되어 새로이 명명된 종이며 이후에는 북아메리카에서도 화석이 발견된 종이다.

## 같이 보기
- 악어
- 중생대
- 트라이아스기
- 파충류
- 화석